# Karel Mauser
Karel Mauser (Bled, 11 agosto 1918 – Cleveland, 21 gennaio 1977) è stato un poeta e scrittore sloveno.

## Biografia
Karel Mauser nacque a Bled, ma poco dopo la sua nascita la famiglia si trasferì a Gorje e successivamente a Podbrezje. I frequenti traslochi dei suoi durante l’infanzia dell’autore si spiegano col fatto che il padre era un gendarme. Nella suggestione dell’ambiente alpino dell’Alta Gorenjska in vista del Triglav e delle Caravanche trascorse l’infanzia e a Podbrezje passò il periodo più bello della sua infanzia, esperienza ricordata nella sua opera “Pomlad v Črepinjek” (Primavera a Crepinjek). Il ricordo di quei giorni unitamente all’ambiente sociale in cui visse lasciò in lui una traccia indelebile con riflessi profondi nella sua produzione letteraria. Alla località di Podbrezje è legato un aneddoto significativo della vita di Mauser. Si narra che con la sua più giovane compagna di scuola Mimi Malenšek lesse tutti volumi presenti nella locale biblioteca, segno evidente di una passione già presente in tenera età.
Nel 1931 la sua famiglia traslocò ancora e Karel portò sempre nel suo cuore l’immagine di Podgorje col colle del Tabor, che in seguito gli apparve molte volte come un avvenimento festivo, carico di suggestione e di speranza. Per un intervallo di tempo si trasferirono a Kranj, dove il giovane frequentò il locale ginnasio assieme ai suoi due fratelli. Qui il professor France Tomšič mediante lo studio della poesia di Josip Murn gli schiuse le porte della creatività lirica come confessione immediata in versi. Questa fu sicuramente la seconda esperienza fondamentale che sta alla base della produzione artistica di Mauser. Al liceo di Lubiana poi nell’anno scolastico 1938/39 il professor J. Lovrenčič gli pubblicò 14 poesie nella rivista studentesca “Mentor” e nell’occasione ricevette anche una ricompensa in denaro. Questo fu per lui un motivo di grande soddisfazione che lo spronò sulla via dell’affinamento artistico. Durante l’adolescenza Mauser fu un grande divoratore di libri, ma sui banchi di scuola odiò sempre i calcoli e la matematica. Per le sue lacune in matematica dovette addirittura ripetere l’ottava classe liceale, prima del conseguimento della maturità. Tuttavia nel suo periodo lubianese esercitò su di lui un decisivo magistero il poeta e critico Anton Vodnik. Nell’autunno del 1939 entrò nel seminario di Lubiana, dove oltre alle materie di studio continuò a coltivare la passione per la letteratura. Ma nel 1941 avvenne l’occupazione della Jugoslavia da parte delle potenze dell’Asse ed egli si dedicò con abnegazione a un’intensa attività caritativa tra gli strati più disagiati della popolazione. Nel settembre 1943 si trovava a Turjak in qualità di infermiere presso la locale guarnigione della Vaška Straža quando avvenne la resa del castello ai partigiani comunisti. Fatto prigioniero fu inviato a Kočevje e poi con altri religiosi internato nel monastero di Stična. Da qui riuscì fortunosamente a fuggire e ritornò a Lubiana, dove tra l’altro lavorò come redattore aggiunto della “Slovenčeva knjižnica”, l’iniziativa editoriale cattolica diretta da Tine Debeljak e Severin Šali per diffondere fra un vasto pubblico di lettori opere di narrativa nazionale e straniera. Nel gennaio 1944, al nono semestre dei suoi studi teologici, lasciò definitivamente il seminario. Il 6 gennaio 1945 sposò Mimi Habjan e dal loro matrimonio nacquero quattro figli. L’esperienza bellica coi suoi tragici sconvolgimenti ed i suoi traumi individuali è un ulteriore elemento di cui bisogna tener conto per comprendere le opere di Mauser.
Alla fine del 1945, il nuovo regime comunista scacciò dalla Jugoslavia tutta la famiglia Mauser a causa del suo cognome di origine tedesca. Karel fu così costretto a riparare nel campo profughi di Peggez e di Spittal in Austria, adattandosi talvolta a fare lavori pesanti nocivi per la sua salute o impiegandosi come manovale giornaliero nella costruzione di strade. Dovendo mantenere la moglie, quattro figli, la madre e una sorella, non poteva certo vivere con l’attività di scrittore. Nonostante la durezza della vita e le preoccupazioni per l’avvenire il quinquennio austriaco di Mauser fu particolarmente prolifico. La sua attività di scrittore continuò nelle difficili condizioni del campo, pur potendo dedicarsi all’attività letteraria solo di notte perché durante il giorno doveva affrontare alle fatiche fisiche per sopravvivere.
Nel settembre 1950 emigrò negli Usa, nella località di La Salle (Illinois) dove lavorò in una lavanderia. Dopo qualche mese per interessamento di Jaka Debevec (giornalista dell’“Ameriška domovina”) si trasferì a Cleveland (Ohio) come dipendente in una fabbrica produttrice di trivelle, dove rimase occupato fino al conseguimento della pensione anticipata, ottenuta nel 1974 a causa di una malattia cardiaca.
Nel 1970, si recò una prima volta in Argentina per incontrarvi gli esponenti della minoranza slovena, conoscere le loro attività culturali e partecipare a varie manifestazioni. Ritornò in Argentina una seconda volta nel 1976, ma nel frattempo le sue condizioni di salute si erano aggravate. Ritornato a Cleveland si decise per un pericoloso intervento chirurgico, ma nonostante il successo dell’operazione il suo cuore generoso si arrestò. Morì pochi giorni dopo l’intervento (21 gennaio 1977) all’età di soli 58 anni.
Nel 2004, la comunità di Podbrezje ricordò per la prima volta il suo illustre concittadino con una rassegna delle sue opere in un recital che vide coinvolte le associazioni locali, in particolare il “Kulturno Društvo Tabor Podbrezje”. Per il trentesimo anniversario della scomparsa, il 25 giugno 2007 presso la chiesa di Podbrezje fu collocato un ritratto in bronzo dello scrittore, opera dello scultore France Goršet. Interessanti testimonianze ed aneddoti fornirono durante la cerimonia il sacerdote Franz Vrbinc e le signore Anica Moder e Mimi Malenšek, che avevano conosciuto Karel in vita. Nell’occasione il professor France Pibernik, autore della monografia “Karel Mauser: Življenje in delo” (Karel Mauser: la vita e l’opera), ne tratteggiò la biografia con un incisivo intervento. Attualmente Mauser è considerato uno degli esponenti più significativi della cosiddetta letteratura della diaspora.

## Opera
La produzione artistica di Mauser si compone di 20 opere narrative, alcuni drammi e più di duecento liriche. Egli aveva cominciato dapprima a pubblicare prose e liriche nelle riviste studentesche come “Mentor”, “Mlada setev” (Semina precoce) e “Vrtec” (Il giardiniere), per passare successivamente al più impegnativo periodico “Dom in svet”. L’iniziativa editoriale “Slovenčeva knjižnica” aveva programmato la pubblicazione del racconto “Rotija” per il 1945, che fu poi impedita dagli avvenimenti succeduti alla fine della seconda guerra mondiale.
Il romanzo a sfondo autobiografico “Kaplan Klemen” uscì a puntate sul giornale “Koroška kronika” dal 1948 al 1949, mentre la risorta “Mohorjeva Družba” di Klagenfurt per la prima volta lo stampò in volume nel 1965. Nel 1950 inoltre “Kaplan Klemen” fu stampato a puntate anche nell’“Ameriška domovina”. Sempre a puntate uscì in “Ognjišče” dal settembre 1989 al dicembre 1992. A giudizio di France Pibernik quest’opera “si colloca tra i vertici della narrativa di Mauser” e “tra le vette della prosa slovena postbellica”. Comunque fino al 1991 le opere di Mauser furono nell’indice jugoslavo dei libri proibiti. Dall’esilio Mauser pubblicò principalmente nel periodico “Koroška kronika”, presso la “Mohorjeva Družba” di Klagenfurt e la SKA di Buenos Aires, ma anche nelle riviste dell’emigrazione slovena negli Usa e in Canada. Continuò la tradizione della narrativa nazionale con opere ispirate alla vita di paese, con racconti evidenzianti sentimenti particolari e con personaggi dai tratti morali stagliati e decisi. I capolavori di Mauser sono la novella “Sin mrtvega” (Il figlio del morto) e il romanzo “Ljudje pod bičem” (Gente sotto la frusta), iniziato nel 1949 e terminato nel 1963. Entrambe le opere sono ambientate durante la seconda guerra mondiale e negli anni immediatamente successivi. Dal quadro storico del tempo emerge soprattutto un dibattito morale e sentito, che accompagna i destini dei personaggi descritti.
Sono ambientati a Podbrezje e sul Tabor il romanzo “Ura s kukavico” (L’orologio a cucù) (1959-60), il romanzo di ambiente contadino “Pretekla kri” (1947) (Il sangue versato), il racconto “Jerčevi galjoti” (1949), “Rotija” e la trilogia “Ljudje pod bičem” (Gente sotto la frusta). Alla tradizione narrativa nazionale Mauser si allaccia col tema drammatico della missione vocazionale che è rappresentata nel romanzo “Kaplan Klemen” (Il cappellano Klemen) e nella biografia incompiuta del vescovo I. F. Bagara “Le eno je potrebno” (Una cosa sola è necessaria). Compartecipe delle tragiche vicende del secolo breve Mauser nella sua narrativa si muove fra tradizione ed innovazione, fra autobiografismo e storia, fra coscienza morale e introspezione psicologica. Pur appartenendo alla letteratura dell’emigrazione la sua produzione narrativa ha avuto un’eco mondiale, tanto che le sue opere migliori sono state tradotte in francese, tedesco e spagnolo.
Tutt’altro che secondaria nel quadro della letteratura nazionale è la sua produzione lirica, benché raramente si sia cimentato in versi. In vita egli non pubblicò nessun libro di poesie. I suoi versi furono raccolti in volume nel primo anniversario della sua morte per volontà della moglie e con il contributo degli amici. Fu Tine Debeljak a scegliere per titolo del libro “Zemlja sem in večnost” (Sono la terra e l’eternità). In questa raccolta postuma troviamo un testamento poetico che fonde in sé aspetti religiosi dell’esistenza con l’emotività di fronte alla natura, motivi filosofici con riflessioni intime personali.

## Opere
- Škof Friderik Baraga
- Rotija
- Sin mrtvega
- Prekleta kri
- Puntar Matjaž
- Zemlja
- Jamnik
- Kaplan Klemen
- Pšenični klas
- Večna vez
- Velika rida
- Jerčevi galjoti
- Ura s kukavico
- Ljudje pod bičem
- Mrtvi rod
- Na ozarah
- Le eno je potrebno
- Razdrto gnezdo
- Pomlad v Črepinjeku
- Zemlja sem in večnost
- Srce nikoli ne laže